# Assy (シンガーソングライター)
Assy（アッシー、本名：芦沢 みゆき〈あしざわ みゆき〉）（12月14日 - ）は、日本の女性シンガーソングライター。埼玉県所沢市出身。

## 経歴
- 2006年8月1日 - シンガーソングライター”Assy（アッシー）”として活動開始。
- 2008年 - 『JULEPS』を輩出した「若手ミュージシャン発掘支援プロジェクト」第2弾アーティストに選ばれる。
- 2008年春 - 東京都練馬区の祭り「照姫まつり」イメージソングを歌う。（※照姫 (豊島氏)）
- 2008年5月14日 - サウンドクリエイター「村山晋一郎」トータルプロデュースによる楽曲発表。
- 2008年7月7日 - 全国の環境イベント「エコウェーブ」に埼玉代表ミュージシャンとして出演。
- 2008年夏 - 埼玉県での初の開催となった「全国高等学校総合体育大会（インターハイ）」（彩夏到来08埼玉総体）所沢市実行委員会大会イメージソングを歌う。
- 2009年2月21日 - 所沢市民文化センター ミューズマーキーホール（中ホール）にてソロコンサート開催。
- 2009年9月 - 作詞「Ａｓｓｙ」、作曲「村山晋一郎」による楽曲発表。
- 2011年4月1日～ - 埼玉県入間市、所沢市、狭山市を中心聴取エリアとするコミュニティＦＭ曲「エフエム茶笛（チャッピー）」にてパーソナリティを務める。
- 2011年7月15日 - 所沢市民文化センター ミューズキューブホール（小ホール）にてソロコンサート開催。当日、サウンドクリエイター「村山晋一郎」プロデュースによる初のミニアルバムを発売。